# Christian Kouakou
Christian Kouakou (Solna község, 1995. április 20. –) svéd korosztályos válogatott labdarúgó, a Sirius csatárja.

## Pályafutása

### Klubcsapatokban
Kouakou a svédországi Solna községben született. Az ifjúsági pályafutását a fővárosi AIK akadémiájánál kezdte.
2011-ben mutatkozott be az AIK első osztályban szereplő felnőtt csapatában. A 2012-es szezonban az Akropolis, majd a 2013-ban a Mjällby csapatát erősítette kölcsönben. 2014-ben átigazolt a Brommapojkarnához. 2017 és 2018 között a harmadosztályú Nyköping csapatánál játszott. 2018 augusztusában a Bragehez szerződött.
2020-ban az Allsvenskanban érdekelt Göteborg csapatához igazolt. 2020. augusztus 6-án, az Östersund ellen 2–2-es döntetlennel zárult mérkőzés 67. percében, Hosam Aiesh cseréjeként debütált. 2021. január 12-én három éves szerződést kötött az Sirius együttesével. Először a 2021. április 11-ei, Norrköping elleni bajnokin lépett pályára. Egy héttel később, április 18-án, a Halmstad ellen 1–0-ra megnyert mérkőzésen szerezte.

### A válogatottban
Kouakou az U15-östől az U19-esig minden korosztályban képviselte Svédországot.
2013-ban debütált az U19-es válogatottban. 2013. március 19-én, Skócia ellen 3–2-re megnyert barátságos mérkőzés 85. percében, Victor Söderströmt váltva lépett pályára.

## Statisztikák
2022. november 6. szerint
| Klub                   | Szezon   | Osztály            | Bajnokság | Bajnokság | Kupa  | Kupa | Nemzetközi | Nemzetközi | Összesen | Összesen |
| Klub                   | Szezon   | Osztály            | Meccs     | Gól       | Meccs | Gól  | Meccs      | Gól        | Meccs    | Gól      |
| ---------------------- | -------- | ------------------ | --------- | --------- | ----- | ---- | ---------- | ---------- | -------- | -------- |
| AIK                    | 2011     | Allsvenskan        | 1         | 0         | 0     | 0    | —          | —          | 1        | 0        |
| AIK                    | 2012     | Allsvenskan        | 3         | 0         | 0     | 0    | —          | —          | 3        | 0        |
| AIK                    | 2013     | Allsvenskan        | 3         | 0         | 1     | 0    | —          | —          | 4        | 0        |
| AIK                    | Összesen | Összesen           | 7         | 0         | 1     | 0    | 0          | 0          | 8        | 0        |
| Akropolis (kölcsönben) | 2011     | Division 1 – Norra | 8         | 1         | —     | —    | —          | —          | 8        | 1        |
| Brommapojkarna         | 2014     | Allsvenskan        | 3         | 1         | 1     | 1    | 2          | 1          | 6        | 3        |
| Brommapojkarna         | 2015     | Superettan         | 11        | 2         | —     | —    | —          | —          | 11       | 2        |
| Brommapojkarna         | 2016     | Division 1 – Norra | 14        | 1         | —     | —    | —          | —          | 14       | 1        |
| Brommapojkarna         | Összesen | Összesen           | 28        | 4         | 1     | 1    | 2          | 1          | 31       | 6        |
| Nyköping               | 2017     | Division 1 – Norra | 24        | 16        | 1     | 1    | —          | —          | 25       | 17       |
| Nyköping               | 2018     | Division 1 – Norra | 15        | 13        | 1     | 1    | —          | —          | 16       | 14       |
| Nyköping               | Összesen | Összesen           | 39        | 29        | 2     | 2    | 0          | 0          | 41       | 31       |
| Brage                  | 2018     | Superettan         | 9         | 5         | 3     | 2    | —          | —          | 12       | 7        |
| Brage                  | 2019     | Superettan         | 27        | 16        | 3     | 2    | —          | —          | 30       | 18       |
| Brage                  | 2020     | Superettan         | 2         | 0         | —     | —    | —          | —          | 2        | 0        |
| Brage                  | Összesen | Összesen           | 38        | 21        | 6     | 4    | 0          | 0          | 44       | 25       |
| Göteborg               | 2020     | Allsvenskan        | 7         | 0         | 1     | 1    | —          | —          | 8        | 1        |
| Sirius                 | 2021     | Allsvenskan        | 30        | 12        | 3     | 1    | —          | —          | 33       | 13       |
| Sirius                 | 2022     | Allsvenskan        | 26        | 7         | 4     | 4    | —          | —          | 30       | 11       |
| Sirius                 | Összesen | Összesen           | 56        | 19        | 7     | 5    | 0          | 0          | 63       | 24       |
| Összesen               | Összesen | Összesen           | 183       | 74        | 18    | 13   | 2          | 1          | 203      | 88       |

## Sikerei, díjai
AIK
- Allsvenskan
  - Ezüstérmes (2): 2011, 2013

- Svéd Szuperkupa
  - Döntős (1): 2012

Göteborg
- Svéd Kupa
  - Győztes (1): 2019–20